# Il traditore (romanzo)
Il traditore è un romanzo di Liam O'Flaherty del 1925, che ricevette il James Tait Black Memorial Prize.

## Trama
Ambientato nella Dublino del 1920, nei postumi della guerra civile irlandese, il romanzo ruota attorno alla figura di Gypo Nolan, un ex poliziotto e membro dell'Organizzazione Rivoluzionaria. Il suo amico Frankie McPhillip è ricercato per un omicidio commesso durante uno sciopero degli agricoltori. Dopo aver svelato alla polizia i luoghi frequentati dall'amico, Gypo si trova braccato dai compagni rivoluzionari, in particolare da Dan Gallagher, a causa del suo tradimento.

## Adattamenti cinematografici
Il romanzo è stato adattato nell'omonimo film del 1935 di John Ford con Victor McLaglen nel ruolo di Gypo Nolan. 
Prima di esso, il romanzo era già stato portato sullo schermo nel film The Informer diretto da Arthur Robison nel 1929.

## Edizioni
- Liam O'Flaherty, Il traditore, Longanesi, 1972.